# 学障资优生
学障资优生（Twice exceptional），是兼具学习障碍与天才特质的特殊人群，是指在學業、智能、創造力、領導能力、視覺、空間或表演藝術等領域中，有一個項目或以上表現優異；而同時也符合顯著明確的知覺溝通障礙、學習障礙、情緒障礙、肢體障礙、感官障礙、自閉症、或注意力不足過動症等障礙的標準者。身心障礙人口中有3%至5%具有雙重特殊的特質。
由于其特殊性，直到20世纪70年代才被美国学者注意到其特殊教育的必要性，而当时的美国特殊教育，要么是天才教育，要么是学习障碍教育，并没有对双重特殊学生的特殊教育。而该类人群直到21世纪才被亚洲社会（如台湾）所认识重视。

## 概况
学障资优生，英文简称为2e，该类人群在1970年代才被世人所重视发掘。但美国政府直至2004年才承认其特殊教育的需要性，但相关研究已经相对颇为丰富。该类人群约占天才群体的2%-5%，而在障碍比例之中也是类似，而在众多人群中则占0.06%-0.1%，即约万分之六到千分之一的出现率。

## 分类
该类人群按症状不同可以分为以下类型：
- 学习障碍资优
- 自闭症资优
- 情绪/行为障碍资优
- 知觉整合及调节异常资优
- 视觉及听觉处理障碍资优
- 智障异能症

## 特征
该类人群拥有高智商，热衷于感兴趣的学习，有着多元智慧以及高度的创造力，而另一面也有特殊要求如容易分心、过度激动、无法完成课业，进而衍生出种种无法适应班级学校生活的行为。

### 一般辨别
学障资优生最容易辨别的是在学校，其开头学习结果（成绩）均为比较平均，相对优秀，但是随着学业压力的增加，就会感到吃力，成绩开始滑坡。
在一般人眼中有着如下特征：
- 聪明，但不够努力。
- 学习有障碍（问题）但却又没有特殊能力（才能）。
- 比较平均。

### 典型特征
| 强项（资优特征）                        | 缺点（障碍特征）      |
| --------------------------------------- | --------------------- |
| * 优质词汇                              | * 社交技能缺失        |
| * 有远见、主见，不错的主意以及意见/建议 | * 对批评/评价极为敏感 |
| * 优秀的创造力以及问题解决能力          | * 组织学习能力缺乏    |
| * 求知欲与想象力极强                    | * 语言表达能力较差    |
| * 课外兴趣广泛                          | * 课内表现较差        |
| * 对复杂事情有很敏锐的洞察力（观察力）  | * 书面表达困难        |
| * 对感兴趣领域有特殊才能                | * 固执、倔强          |
| * 高度的幽默感                          | * 容易冲动            |

## 資優ADHD兒童
資優ADHD兒童在學校的表現一般是名列前茅，但行為表現卻極不成熟。由於行為問題，通常學校大多數老師不認為資優ADHD兒童是資優生，也不認為他擁有什麼特殊才藝。反之，學校大部分的老師們都認為他們是暴躁、易怒、叛逆、沒有禮貌的壞學生。他們在感興趣的領域，有亮眼的表現，但在行為或人際關係上卻是常令人頭痛萬分。由於這類負面形象，不符合一般人對資優生的正面期待，往往使得老師忽略了他們的潛能。
資優ADHD兒童體內由於資賦優異與ADHD雙重特質交互影響，使得他們不易被發現，家長和老師應仔細探究兒童在不同情境下學習與行為表現，不要當兒童出現不當行為時，就予以負面標籤，影響了其潛能發展，或使得他們錯失原本可有的協助與輔導。家長應調整教導方法，給予適度與清楚的期望，也要接納他們不由己的脫軌表現。ADHD兒童的行為特質，有助於創造力的發展，例如，ADHD兒童擁有較佳的想像力。只要ADHD資優兒童在被發現後，提供有效、專業的介入與輔導，會因著這不同的特質，而擁有更不一樣的人生。